# Krøniken
Krøniken er en Emmy-nomineret dansk dramaserie i 22 afsnit fra Danmarks Radio, skrevet af Stig Thorsboe og Hanna Lundblad. Serien er blevet sendt i fire etaper fra 2004 til 2007.
De blev instrueret af Charlotte Sieling (9. afsnit dog af Henrik Ruben Genz). Det er to, der med få undtagelser har instrueret.
Seriens første etape blev vist ti søndage fra 4. januar 2004 på DR1 og blev en succes. Hvert afsnit blev set af næsten halvdelen af den danske befolkning og 10. afsnit blev set af 2.717.000. Det er det højeste seertal, siden tv-meter-målingerne begyndte i 1992. Siden blev der vist fem afsnit i foråret 2005, fem afsnit i foråret 2006 og seriens to sidste afsnit i vinteren 2006-2007.
Krøniken er som med tv-serien Matador bygget op omkring et fiktivt persongalleri, der agerer sammen med historisk korrekte personer og begivenheder.

## Handling
Serien følger fire skæbner; Ida, Palle, Søs og Erik i 1949 – 1973.

### Første sæson (1949 – 1957)
Krøniken starter med at Ida flytter fra Ringkøbing til København, hvor hun vil gå på studenterkursus. Hun flytter ind hos Karen Jensen, som er enlig mor. Ida tager arbejde på radiofabrikken Bella for at få råd til sine studier. Her møder hun chefens søn Erik, der netop er kommet hjem fra USA med et fjernsyn, som han stolt viser frem på Bella.
Eriks søster Søs bliver overfaldet nytårsaften og bliver reddet af Idas nabo Palle. Søs' forældre tror ikke på historien om at Søs er blevet overfaldet, men Palle kommer hende til undsætning. Imens bygger Erik i al hemmelighed et fjernsyn i et loftsrum på Bella.
Forholdet mellem Erik og Ida bliver mere og mere intenst. Erik frier til Ida, men Ida er tøvende. Da hun senere finder ud af, at hun er blevet gravid med hans barn og med Eriks mors indblanding, giver hun ham alligevel sit ja.
Søs lader sig forføre af skuespilleren Viggo Valentin, søger ind som elev på skuespillerskolen og medvirker i en revy. Det bifalder faderen Kaj Holger bestemt ikke, og det er da også ham, der sørger for at hun bliver fyret.
Erik beslutter sig for at starte sin egen fjernsynsfabrik med teknikeren Meyer, men problemer med sendetilladelsen i Danmark, truer Eriks fabrik. Forinden har Ida og Erik fået en søn, og kort tid efter finder Ida ud af at hun atter er gravid.
Erik får en en stor ordre på hans og Meyers fjernsyn, men det mislykkes, hvorfor Eriks far Kaj Holger overtager fjernsynsfabrikken og indlemmer den i Bella. Imens finder Søs ud af, at hun er gravid med Viggo Valentins barn og rejser væk til barnet er født. Hun ønsker ikke at have noget med barnet at gøre. Det finder Palle tilfældigvis ud af og finder straks frem til Søs. Han siger, at han vil giftes med hende, uanset hvem der er far til barnet. Det er Søs ikke parat til.
Erik kommer tilbage til Bella, men får pludselig en konkurrent i den unge rationaliseringsekspert Thomas. Erik reagerer ved at købe en bil og tage Ida og børnene med på telttur.
Palle flytter på pensionat, hvor han får nye distraherende bekendtskaber, men det lykkes ham alligevel at blive cand.polit med første karakter. Da Erik kommer fra ferie, erfarer han, at Thomas ikke bare er blevet forfremmet til produktionschef, men også forlovet med Søs, der gør alt hvad hun kan for at glemme det barn, hun har født for et år siden.
I forsøget på at bekrige Thomas kører Erik sig selv helt ned. I et voldsomt skænderi om ubetalte regninger smider han Ida og børnene ud, så de må flytte ind hos Karen. Det viser sig, at Erik ikke er rask, og han bliver indlagt på psykiatrisk afdeling. Søs er fast besluttet på at gennemføre brylluppet med Thomas, indtil hun opdager, at Kaj Holger har forfremmet ham til underdirektør for at få ham til acceptere den omstændighed, at hun har et barn. Søs løber fra kirken og søger hen til Palle. Sammen med ham forenes hun med sin lille etårige datter.
Ida accepterer Eriks skilsmissebegæring halvandet år efter, at han uden varsel rejste til Amerika. Hun og børnene har overtaget Karens lejlighed og Ida har fået arbejde som sekretær på 'Bergs Forlag'. Her viser hun et uventet talent, da hun hjælper en ung forfatter, så hans afviste roman alligevel bliver udgivet. Erik dukker op til sin mors fødselsdagsfest og får talt ud med Ida, før han vender tilbage til Amerika. Søs tager imod en plads i 'Bellas' bestyrelse, mens Palle er så dybt engageret i arbejdskampen, at han må gå imod sit gamle forbillede Jens Otto Krag.
Kaj Holger får en blodprop, og Erik vender hjem fra Amerika og overtager med stor succes ledelsen på Bella. Tilbage på fabrikken efter sin sygdom affærdiger Kaj Holger først Eriks indsats, men giver ham så endelig den anerkendelse, Erik fra begyndelsen har drømt om. Ida bliver tilbudt at vurdere manuskripter for forlaget, men stiller som betingelse at blive fritaget for sit sekretærarbejde og får stillingen som redaktør for sin egen bogserie.
Palle bliver opfordret til at deltage i et kampvalg om at blive den nye folketingskandidat i Kjellerupkredsen, men savner Søs' opbakning, da hun er optaget af at hjælpe Erik på Bella. Søs bliver dog alligevel den endelige årsag til, at den jyske kreds vælger Palle.

### Anden sæson (1958 – 1962)
Kaj Holger beder Erik hjælpe ham med udvidelsen af fabrikken, og samtidig anbefaler han ham til optagelse i Den Danske Frimurerorden. Ida har fundet en ro i sit liv som fraskilt. På forlaget forkaster hun en oversætters arbejde og støttes af redaktør Sander.
Palle plejer på bedste vis sin jyske valgkreds, men opdager at kredsformanden er mest optaget af at pleje egne interesser. Søs keder sig som husmoder og prøver forgæves at komme ind som speakerpige på Danmarks Radio.
Erik foreslår Ida, at de flytter sammen, men hun tøver med at give ham plads i sit liv igen. Han glemmer alt om sine ventende drenge, da han føler sig degraderet i den forfremmelsesrunde, der er i gang på Bella. Erik er tæt på at rejse, men han bliver talt til fornuft af familiens ven Vang, der forsøger at hjælpe ham med at tilpasse sig sin fars forventninger.
Palle venter tålmodigt på, at Søs får lyst til et barn mere, men ambitionerne om et arbejde bliver ved at trække i hende. Palle inviterer en arbejdsløs murer med hjem, for at hjælpe ham på ret køl med et pænt sæt tøj og en anbefaling.
Erik vil gerne have Ida med på ferie til Paris. Da hun afslår, tilfalder invitationen Lisbet, som er datter af en af Kaj Holgers logebrødre, snedkermester Knudsen. Da affæren bliver opdaget, vælger Erik at gifte sig med hende for at bevare det gode forhold til sin far.
Søs må aflyse familieferien til Jylland, da hun bliver producerassistent på fjernsynsteatret. Palle og Ida tager alene af sted med børnene, og mens Palle overvejer om politikerkarrieren overhovedet er noget for ham, beslutter Ida sig for at tage imod Kaj Holgers tilbud om arbejde på Bella.
Erik opdager pludselig, at Kaj Holger havde en finger med i spillet, dengang Eriks fjernsynsfabrik gik konkurs. Han bryder kontakten med sin far. Efter et mislykket forsøg på at genstarte Meyer & Nielsens fjernsynsfabrik, går han ind i oliefyrsbranchen. Ida aner han drikker for meget, mens Erik på sin side har problemer med, at Ida tilsyneladende trives i sit nye job som undervisningsleder på Bella.
Eriks ægteskab med Lisbet halter, og da han i en brandert for at skaffe penge til sit betrængte oliefyrsfirma sælger alle deres møbler, smides han ud af Lisbets far.
Palle kæmper med at forstå den politiske magtbalances regler, og hans ægteskab sættes på en alvorlig prøve, da Søs indleder en affære med sin chef på fjernsynsteatret.
Hjulpet af Karin har Erik fået styr på sit liv, og hans handel med oliefyr tegner godt. Han står netop overfor at skulle afslutte en stor leverance til et typehusfirma, da aftalen uventet falder til jorden. Søs har søgt en stilling som teknisk producer, og da hun redder Friis ud af en penibel situation, bliver jobbet hendes. Det går også fremad i Palles karriere. Han kommer i fjernsynet, men fremstår så principfast, at statsminister Krag vælger at tilbyde ham posten som formand for afgiftsudvalget, så han kan lære lidt om de "politiske realiteter".
Efter flere dages drikkeri, henter Søs Erik på et værtshus og bringer ham hjem til Karin, mens Kaj Holger er på forretningsrejse. Det er aftalen, at Erik skal begynde på afvænning, da Karin finder ham død i sengen af en overdosis sovepiller. Ida erfarer, at Erik mistede sin aftale med typehusfirmaet, fordi Kaj Holger havde fortalt dem om hans psykiske problemer. Hun beslutter at sige op på Bella.

### Tredje sæson (1964 – 1969)
Efter at have sagt op hos Bella, konfronterer Ida Kaj Holger med at have ødelagt Eriks forretning og siger, at han altid har været misundelig på sin søn. Henrik betror Kaj Holger, at han ønsker at være ligesom ham, når han bliver voksen.
Viggo finder ud af, at Margrethe er hans datter og siger til Søs, at han ønsker at være en del af hendes liv. Ønsket bliver ikke opfyldt. Søs indleder en ny affære. Det finde Palle ud af og siger, at han ikke vil fortsætte deres forhold. Hun beder om forladelse og siger, hun ikke kan leve uden ham. Det får ham til at søge en stilling i ambassaden i USA for at redde deres ægteskab. Efter et par år vender de hjem med et ekstra familiemedlem, Marie, da Palle får tilbudt en stilling som bankdirektør i Arbejdernes Landsbank. Søs bliver presset af Margrethe til at fortælle sandheden: at Viggo Valentin er hendes far, da hun spørger om forskellige datoer og årstal fra Søs' fortid.
Henrik er meget facineret af Bella og tager med en af Bellas varevogne til Tyskland som blind passager. Ida bliver rasende, da hun ikke ønsker nogen former for kontakt til Kaj Holger og Bella. Hun beslutter sig for at hente Henrik; Palle tilbyder at køre. Undervejs bliver det særdeles dårlig vejr, og under middagen kommer der amoriner i luften mellem dem, og Ida ender i Palles seng. Deres affære fortsætter i nogen tid, men Ida sætter en stopper for den efter et stævnemøde på et hotel, hvor det pludselig går op for hende, hvad de har gang i, og hvor mange der vil blive både såret og skuffet. Søs indser pludseligt, at hun ikke kan forhindre sin datter i at få opfyldt hendes største drøm: at blive skuespiller, blot fordi det ikke var lykkedes for hende selv. Hun indser samtidigt, at hun og Palle ikke længere er forelsket og beslutter sig for at lade sig skille.
Kaj Holger tilbyder Henrik en læreplads hos Bella (med Idas accept - da det går op for hende, at hun har gjort præcis som sin far: at bestemme over sit barns fremtid). Ida beslutter sig til at læse dansk på universitetet, hvor hun møder sin gamle flirt, Søren, som hun, Henrik og Bo flytter ind hos. Bo overhører en samtale, hvorunder Ida fortæller Søren, hvad Kaj Holger gjorde for at sabotere Eriks virksomhed. Det får Bo til at opsøge Karin, som bliver meget overrasket, men afviser ham, da hun ikke føler, hun kan gøre noget. Hun ender med at bebrejde sig selv, at det endte så galt for Erik, da hun pressede ham til at blive. Bo beslutter sig for at tage væk fra det hele og dropper ud af gymnasiet.

### Fjerde sæson (1972 – 1973)
Karin er blevet syg og Ida opfordrer Bo til at tage fra Sverige, hvor han nu bor, for at besøge sine bedsteforældre, men det vil han ikke da han stadig ikke har tilgivet Kaj Holger.
Kaj Holger fortæller Henrik at han vil nedlægge produktionsdelen, da deres fejlprocent er højere end japanerne som de har fået et tilbud fra, men Henrik udarbejder en plan for hvordan den kan nedbringes, hvilket får Kaj Holger til at udsætte nedlæggelsen. De administrerende chefer viser japanerne rundt hos Bella, hvilket Henrik opdager og fluks smider dem ud, dette bliver Kaj Holger dog ikke bekendtgjort med, da Karin bliver indlagt på hospitalet. Da hun kommer hjem får hun besøg af Bo og hans nye veninde, Lisa, hvilket hun bliver oprigtig glad for, og råder ham til at tilgive Kaj Holger, da det ikke er godt med så megen indebrændt vrede, da hun betror ham at det har hun haft alt for længe.
Kaj Holger overdrager gradvist mere ansvar til Henrik efter det viser sig, at hans plan om at nedbringe fejlprocenten lykkedes, og de beslutter sig derfor for at lave større lagerhaller, som dog hurtig bliver fyldte da de ikke kan afsætte deres apparater. Kaj Holger beder Henrik ringe ned til køberen i Tyskland, for at hører om der blot er tale om en kort nedgang i ordrerne; Henrik beroliger ham med en løgn om at det er det.
Karin afgår ved døden og Kaj Holger bliver mere og mere indelukket og depressiv. Efter hendes begravelse opdager han de breve Karin har modtaget fra Bo, hvori der står hvorfor han ikke ønsker at kontakte ham, han bliver afbrudt af en meddelelse om brand på Bella, og finder ud af at den skyldtes en kortslutning i ét af apparaterne. Det får ham til at ringe ned til deres tyske køber for at forklare dem situationen, men de er meget uforstående over hvorfor det har betydning for dem. Disse oplysninger beslutter Kaj Holger sig for at konfrontere Henrik med, han spørger derfor Henrik om han havde noget med den brand at gøre, hvortil Henrik stormer ud af rummet og siger at han er blevet præcis som han ønskede. Kaj Holger efterlades med et stort chok over sit barnebarn, får en hjerneblødning og bliver indlagt, her tænker han tilbage på sin opdragelse af Erik, men bliver afbrudt da Bo er kommet for at besøge ham, hvilket gør ham både glad og overvældet. Bo er kommet på grund af Lisa, og hendes frygt for at være gravid med en mand som kan lukke sin familie helt ude, og desuden fordi hun husker ham på at det var Karins sidste ønske, at han skulle tilgive Kaj Holger.
(Tilbage til Karins begravelse); Ida fortæller Palle at hele ens liv er en del af en smuk tegning, og hvis man blot venter længe nok skal det hele nok blive som man drømmer om. Senere opsøger Ida Palle og siger at hun skulle have sagt ja dengang - ja, til et liv sammen med ham - hun tager til Søndervig og sidder ved stranden, hvor hun noget overraskende får selskab af Palle, og de to ender hånd i hånd.

## Rigtige historiske begivenheder
- Beslutningen om Bella-fabrikkens nedlæggelse af egenproduktion og den ødelæggende storbrand, har begge paralleller i virkelige hændelser i datidens danske industri. Blandt de længstlevende valgte Eltra (der i 1963 skabte det første danske farvefjernsyn) [1] et samarbejde med japanske Sony. Den næstsidste overlevende danske radio-tv-fabrik, Arena, nedbrændte i foråret 1970. [2] [3]
- Højhusene på Bellahøj var tidsrigtig kulisse i serien. [4]

## Afsnit

### Sæson 1
1. Del 1, København 1949 (sendt første gang 4. januar 2004)
2. Del 2, 1950 (sendt første gang 11. januar 2004)
3. Del 3, 1950 (sendt første gang 18. januar 2004)
4. Del 4, 1951 (sendt første gang 25. januar 2004)
5. Del 5, 1951 (sendt første gang 1. februar 2004)
6. Del 6, 1952 (sendt første gang 8. februar 2004)
7. Del 7, 1954 (sendt første gang 15. februar 2004)
8. Del 8, 1954 (sendt første gang 22. februar 2004)
9. Del 9, 1956 (sendt første gang 29. februar 2004)
10. Del 10, 1957 (sendt første gang 7. marts 2004)

### Sæson 2
1. Del 11, 1958 (sendt første gang 16. januar 2005)
2. Del 12, 1959 (sendt første gang 23. januar 2005)
3. Del 13, 1959 (sendt første gang 30. januar 2005)
4. Del 14, August 1961 (sendt første gang 6. februar 2005)
5. Del 15, 1962 (sendt første gang 13. februar 2005)

### Sæson 3
1. Del 16, to år senere, 1964 (sendt første gang 8. januar 2006)
2. Del 17, 1965 (sendt første gang 15. januar 2006)
3. Del 18, 1967 (sendt første gang 22. januar 2006)
4. Del 19, 1968 (sendt første gang 29. januar 2006)
5. Del 20, 1969 (sendt første gang 12. februar 2006)

### Sæson 4
1. Del 21, Tre år senere, Småland, Sommeren 1972 (sendt første gang 25. december 2006)
2. Del 22, 3. Oktober 1972 (sendt første gang 1. januar 2007)

## Medvirkende

### Hovedpersoner
- Ida Nørregaard: Anne Louise Hassing
- Palle From: Anders W. Berthelsen
- Søs Nielsen: Maibritt Saerens
- Erik Nielsen: Ken Vedsegaard (sæson 1-2)

### Familie
- Kaj Holger Nielsen: Waage Sandø
- Karin Nielsen: Stina Ekblad
- Børge From: Dick Kaysø
- Karen Jensen: Pernille Højmark
- Anders Nørregaard: Asger Reher
- Astrid Nørregaard: Bodil Jørgensen
- Bo Nørregaard: Martin Lorenzen, Benjamin K. Hasselflug & Pelle Nordhøj Kann
- Henrik Nørregaard: Ronnie Lorenzen, Mikkel Konyher & Martin Greis
- Margrethe From: Malou Jakowlew, Clara Maria Bahamondes,Martha Birgitte Møller & Julie Riis
- Marie From: Carla Philip Røder
- Emma Jensen: Malene H. Pedersen & Signe Skov & Gladis H. Frendø

### Bipersoner
| - Morten: Paw Henriksen - Viggo Valentin: Peter Gantzler - Frk. Toft: Anette Støvelbæk - Søren Aagaard: Troels Lyby - Jens Otto Krag: Lars Mikkelsen - Arne Dupont -Klaus Bondam - Klara Madsen - Lone Hertz - Ruth - Charlotte Christie - Ingeniør Funder - Peter Hesse Overgaard - Per Cedergren - Lai Yde Holgaard - Kjeldsen - Christian Mosbæk - Blomkvist - Michael Hasselflug - Mogens - Lars Ranthe - Ditlev - Gerard Bistrup - Lise - Lærke Winther Andersen - Ingeniør Meyer - Jesper Christensen - Direktør Vang - Finn Nielsen - Rektor - Preben Harris - Overtjener Hansen - Nicolas Bro - Vera - Bodil Lassen - Ingeniør Petersen Mogens Rex - Statsradiofoniens reporter - Jens Albinus - Lily Thomsen - Ida Dwinger - Gabriel Holm - Henning Jensen - Otto Shiøler - Peter Schrøder - Johansen - Henrik Kofoed - Hr Langballe - Max Hansen Jr. - Fru Langballe - Jeanne Boel - Jytte Strømberg - Ditte Gråbøl - Henrik Dahlin - Thomas Levin - Abortlægen - Torben Jensen - Lisberg - Henrik Birch - Aage Haslund - Lars Kaalund - Fru Jürgensen - Birthe Neumann - Stokmand - Henning Moritzen - Thomas Skade-Poulsen - Mads M. Nielsen - Eva - Lotte Bergstrøm | - Metha - Signe Manov - Birk - John Martinus - Frøken Nystrøm - Lene Maimu - Børnehjemsforstanderinde - Birgit Conradi - Kontorchef Mørk - Kim Veisgaard - Bitten - Bolette Schrøder - Knud Aage - Martin Hestbæk - Guldsmeden - Simon Rosenbaum - Direktør Berg - John Hahn-Petersen - Redaktør Sander - Thomas Mørk - Brandt - Joen Højerslev - Morbror Bertil - Kenneth Milldoff - Landsretssagføreren - Jarl Forsman - Kurt - Andreas Berg Nielsen - Aksel Frederiksen - Ole Thestrup - Troels Jansen - Bjarne Henriksen - Knudsen - Jacob Haugaard - Herta - Hanne Windfeld - Seedorf - Nis Bank-Mikkelsen - Volmer Sørensen - Steen Stig Lommer - Lisbet - Mia Lyhne - Lisa - Frida Hallgren - Torsten - Niels Olsen |